# Frösäng
Frösäng är en stadsdel cirka en kilometer nordväst om de centrala delarna av Oxelösund, belägen norr om riksväg 53. Bebyggelsen i stadsdelen består huvudsakligen av flerbostadshus.